# Hypnum inclinatum
Hypnum inclinatum là một loài Rêu trong họ Hypnaceae. Loài này được Mitt. mô tả khoa học đầu tiên năm 1865.